# Ezequiel Amaya
Ezequiel Guillermo Jesús Amaya (Cañada de Gómez, Argentina, 20 de febrero de 1978) es un exfutbolista argentino; jugaba como mediocampista.

## Carrera
Amaya debutó en Independiente en el Torneo de Apertura 1997, el 28 de noviembre ante Colón, marcando un gol en el 2:1 final. Tras 37 partidos y 3 goles, Amaya deja El Rojo para iniciar una larga carrera por diferentes equipos de Ecuador, Venezuela, Chile y Catar.
En Universidad de Chile se fue molesto del equipo, al no ser convocado por el técnico Héctor Pinto para la final del Torneo de Apertura. Amaya declaró que no ser citado a ese partido "Es como desnudar a una mujer inalcanzable que llevas a tu casa y quedarse dormido".
En el Barcelona SC, Amaya elevó un reclamo a la FIFA tras ser separado del plantel antes de que su contrato terminara. Desde Zúrich obligaron al equipo a compensar al jugador, o de lo contrario se verían expuestos a un descenso administrativo.

## Clubes
| Club                 | País      | Año       |
| -------------------- | --------- | --------- |
| Independiente        | Argentina | 1997-2001 |
| Nueva Chicago        | Argentina | 2001-2003 |
| Universidad de Chile | Chile     | 2003-2004 |
| Al-Sadd              | Catar     | 2004      |
| Barcelona SC         | Ecuador   | 2005      |
| Tiro Federal         | Argentina | 2005      |
| Mineros              | Venezuela | 2006      |
| Deportivo Italia     | Venezuela | 2007      |
| Olimpo               | Argentina | 2008      |
| Almagro              | Argentina | 2008-2009 |

## Palmarés

### Campeonatos nacionales
| Título           | Club                 | País  | Año    |
| ---------------- | -------------------- | ----- | ------ |
| Primera División | Universidad de Chile | Chile | 2004-A |